# Đài Vô tuyến Việt Nam

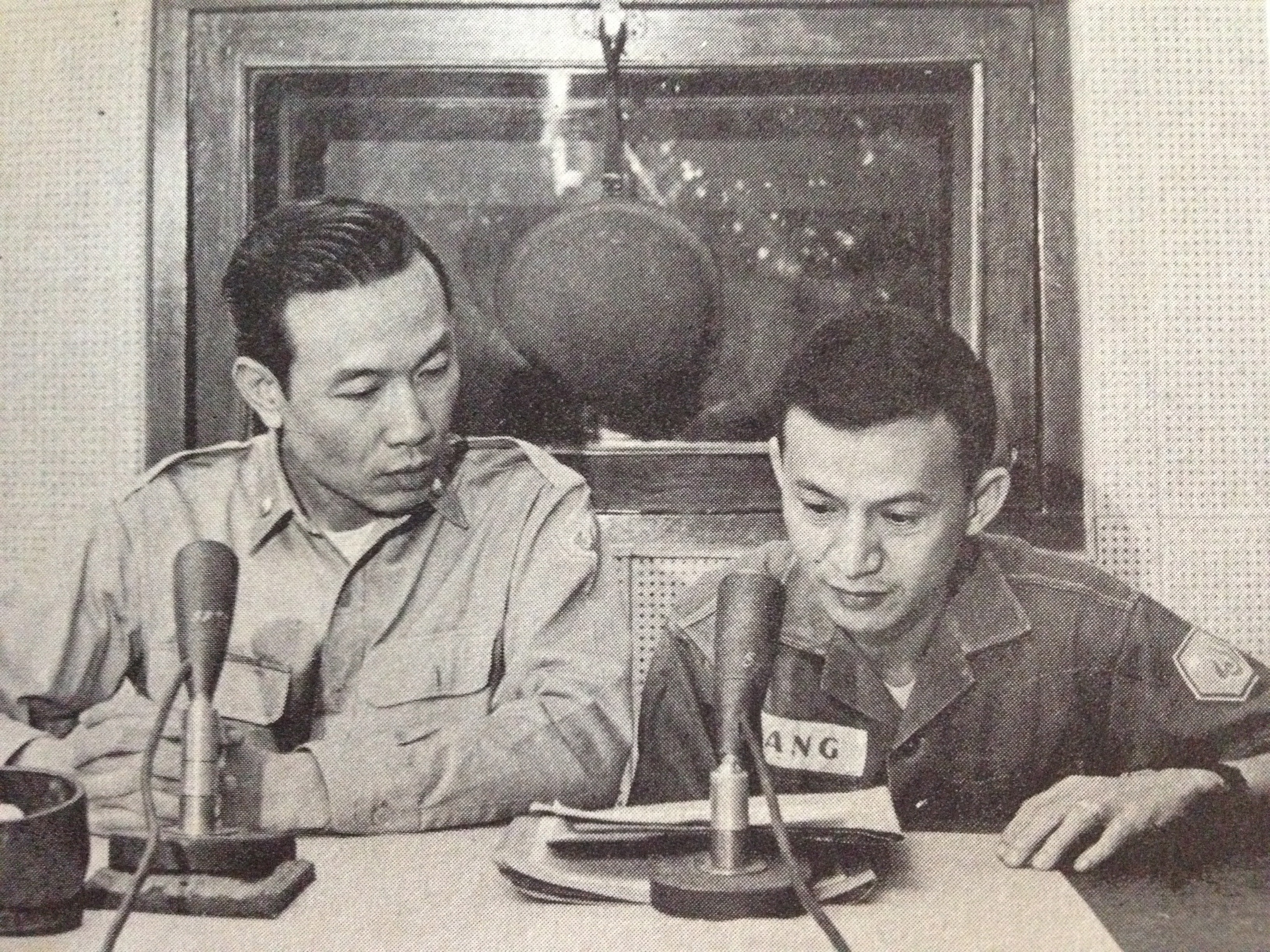
Nhạc sĩ Anh Ngọc (trái) và Nhật Bằng, xướng ngôn viên của Đài Tiếng nói Quân đội trong buổi thu thanh năm 1965

Đài Vô tuyến Việt Nam (viết tắt là VTVN) tức Radio Vietnam hay còn được gọi là Đài phát thanh Sài Gòn và Đài Phát thanh Quốc gia là tên của hệ thống radio của Việt Nam Cộng hòa tồn tại đến năm 1975 tại miền Nam Việt Nam trong thời kỳ Chiến tranh Việt Nam. Hệ thống này còn có tên tiếng Pháp là Le Radio-diffusion National du Vietnam. Thời Đệ Nhất Cộng hòa thì gọi là đài Tiếng nói nước Việt Nam Cộng hòa.

## Tổ chức
VTVN đúng ra có bốn đài trên năm hệ thống: A, B, C, D.
1. A là đài phát sóng cho thính giả phổ quát ở băng tần 870, 9775, 6166 và 4810 (từ Sài Gòn)
2. B là Đài Phát thanh Quân đội, còn gọi là Đài Tiếng nói Quân đội chủ yếu cho quân nhân Quân lực Việt Nam Cộng hòa ở băng tần 7260 và 610 trên làn sóng điện 41 và 491 mét[3]
3. C là đài tiếng Pháp băng tần 1090 và 9754
4. D là đài tiếng Hoa (gồm tiếng Quảng Đông và tiếng Quan Thoại), sau năm 1966 thêm tiếng Anh, Khmer, và Thái.

## Lịch sử
Đài Vô tuyến Việt Nam được thiết lập vào năm 1950 thời Quốc gia Việt Nam nhưng lúc đó do người Pháp điều hành. Họ bắt đầu chuyển giao lại cho chính phủ Việt Nam vào Tháng Bảy, 1954 đến năm 1955 thì người Pháp hoàn toàn rút khỏi. Hoa Kỳ viện trợ phát triển hệ thống, mở rộng địa bàn cũng như tăng lực phát sóng. Đài Sài Gòn ban đầu chỉ có 5 kW rồi sau gia tăng lên dần thành 100 kW.
Thời Đệ Nhất Cộng hòa Tổng thống Ngô Đình Diệm có kế hoạch cho phát triển VTVN kèm với Ấp Chiến lược nhưng sau không thực hiện được ngoài 4 đài nhỏ ở Long An, Bến Tre, Mỹ Tho và Hội An. Năm 1961 thì ngoài trụ sở ở Sài Gòn, có sáu đài tiếp vận ở Huế, Quảng Ngãi, Nha Trang, Đà Lạt, Ban Mê Thuột, và Ba Xuyên. Đến năm 1966 tăng lên là 13 đài địa phương. Vào thời điểm năm 1964 trên toàn quốc có 420.000 máy radio tắt sóng.
Sau cuộc Tấn công Tết Mậu Thân với đài phát thanh là mục tiêu quân sự bị lực lượng Quân giải phóng tìm cách phá hủy, hệ thống VTVN được tổ chức lại với đài Sài Gòn là đài chính; cấp thứ nhì là cấp vùng gồm 3 đài 50 kW ở Đà Nẵng, Quy Nhơn và Nha Trang. Cấp thứ ba là cấp tỉnh gồm bốn đài: Huế, Quảng Ngãi, Cần Thơ và Ban Mê Thuột. Riêng đài Ban Mê Thuột phát sóng ở lực 55 kW. Số còn lại là đài địa phương. Đài tỉnh và địa phương thì có thêm những chương trình tôn giáo của địa phương và cả ngôn ngữ người Thượng như trường hợp đài Ban Mê Thuột, Pleiku và Đà Lạt.
VTVN Sài Gòn phát thanh 18 giờ mỗi ngày trong khi đài địa phương ngắn giờ hơn. Quốc ca Việt Nam Cộng hòa được tấu lên vào lúc 23 giờ 58 và 07 giờ 58 (riêng ngày 29 tháng 4 năm 1975 là 23 giờ 58 và 15 giờ 58). Vào thập niên 1960 Đài Vô tuyến Việt Nam bắt đầu chương trình tuyển mộ ca sĩ rất được hâm mộ.

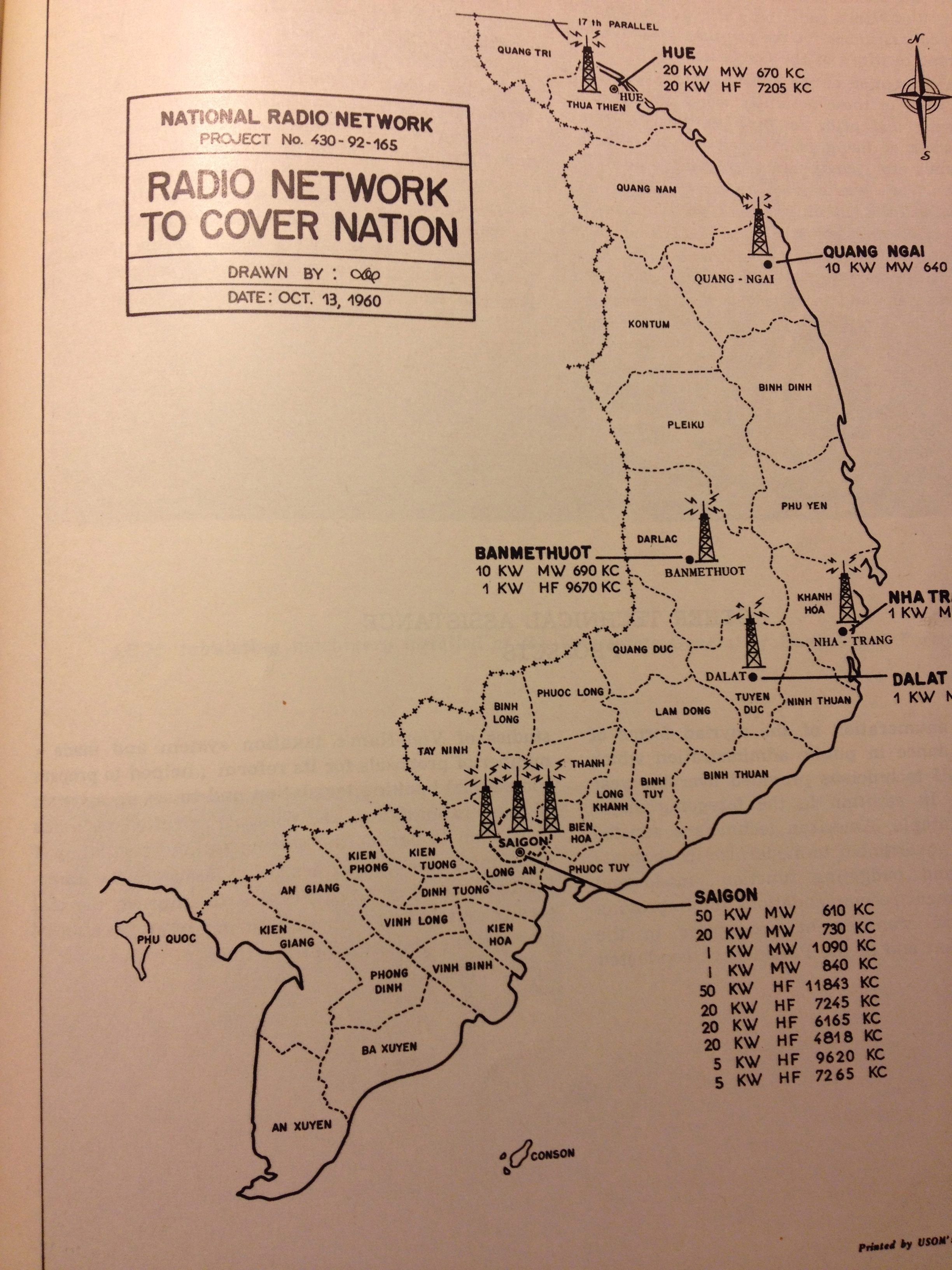
Bản đồ Hệ-thống phát-thanh vô-tuyến Việt-Nam Cộng-hòa năm 1960, với các trạm phát sóng

Đài Tiếng nói Quân đội có mặt từ năm 1954, thuộc Nha Vô tuyến Truyền thanh, sau chuyển sang Nha Chiến tranh Tâm lý. Trụ sở đài đặt ở 2bis đường Hồng Thập Tự.
Trong khi đó VTVN hoạt động bán tự trị do ban quản trị năm thành viên quản lý nhưng chủ tọa là bộ trưởng Bộ Thông tin. Tổng giám đốc của VTVN là thư ký của ban quản trị. Năm 1970 thì VTVN với ngân sách 1,7 triệu Mỹ kim chuyển về phụ thuộc Bộ Thông tin. Đài Phát Thanh Sài Gòn là tiếng nói của Chính phủ Việt Nam Cộng hòa. Đài này chấm dứt hoạt động vĩnh viễn vào 16 giờ, ngày 29 tháng 4 năm 1975. Trụ sở của Đài Phát thanh Sài Gòn tọa lạc tại số 3 đường Nguyễn Đình Chiểu, phường Đa Kao (nay là trụ sở Đài Tiếng nói Nhân dân Thành phố Hồ Chí Minh).

## Chương trình
Vào năm 1964 trong số 11 đài trên toàn quốc phát thanh 12 giờ/ngày, trong đó 96 giờ (80%) phát thanh bằng tiếng Việt. Phần còn lại bằng tiếng Anh, Pháp, Hoa, Miên, Thái và một số ngôn ngữ sắc tộc người Thượng.
Chương trình Đài phát thanh Quân đội gồm có "Giờ của Dạ Lan", bắt đầu từ năm 1964, phát thanh từ 19h30 đến 20h30 mỗi đêm; "Tiếng ca gởi người tiền tuyến" do Mạnh Phát phụ trách (1735 đến 1825); "Văn nghệ quân nhân tài tử" (Chủ nhật 1800 đến 1845). Các nghệ sĩ thường góp mặt trong chương trình "Tiếng ca gởi người tiền tuyến" gồm có Thanh Thúy, Lệ Thanh, Hà Thanh, Thái Thanh, Minh Tuyết, Tuyết Mai, Hùng Cường và Duy Khánh. Dương Thiệu Tước phụ trách chương trình "Cổ kim hòa điệu", kết hợp nhạc truyền thống và tân nhạc.

## Nhân vật liên quan
- Hà Thượng Nhân - giám đốc[8]
- Lê Dinh - phụ trách chương trình tân nhạc của Đài Phát thanh[9]
- Thái Văn Kiểm - giám đốc[10]